# Dirhami
Koordinaten: 59° 12′ N, 23° 30′ O
Dirhami (schwedisch Derhamn) ist ein Dorf (estnisch küla) in der Landgemeinde Lääne-Nigula (bis 2017: Landgemeinde Noarootsi) im Kreis Lääne in Estland.

## Lage

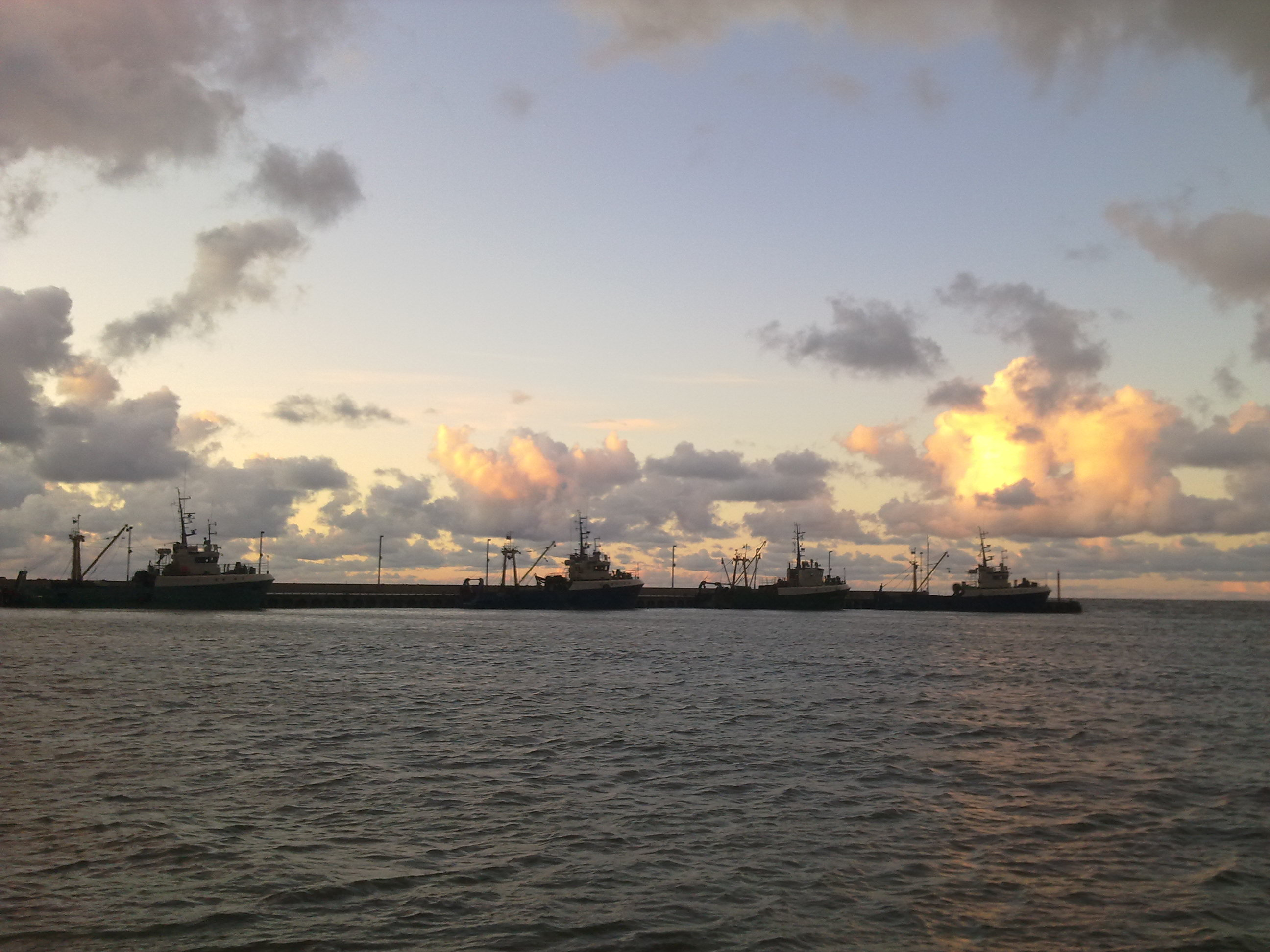
Hafen

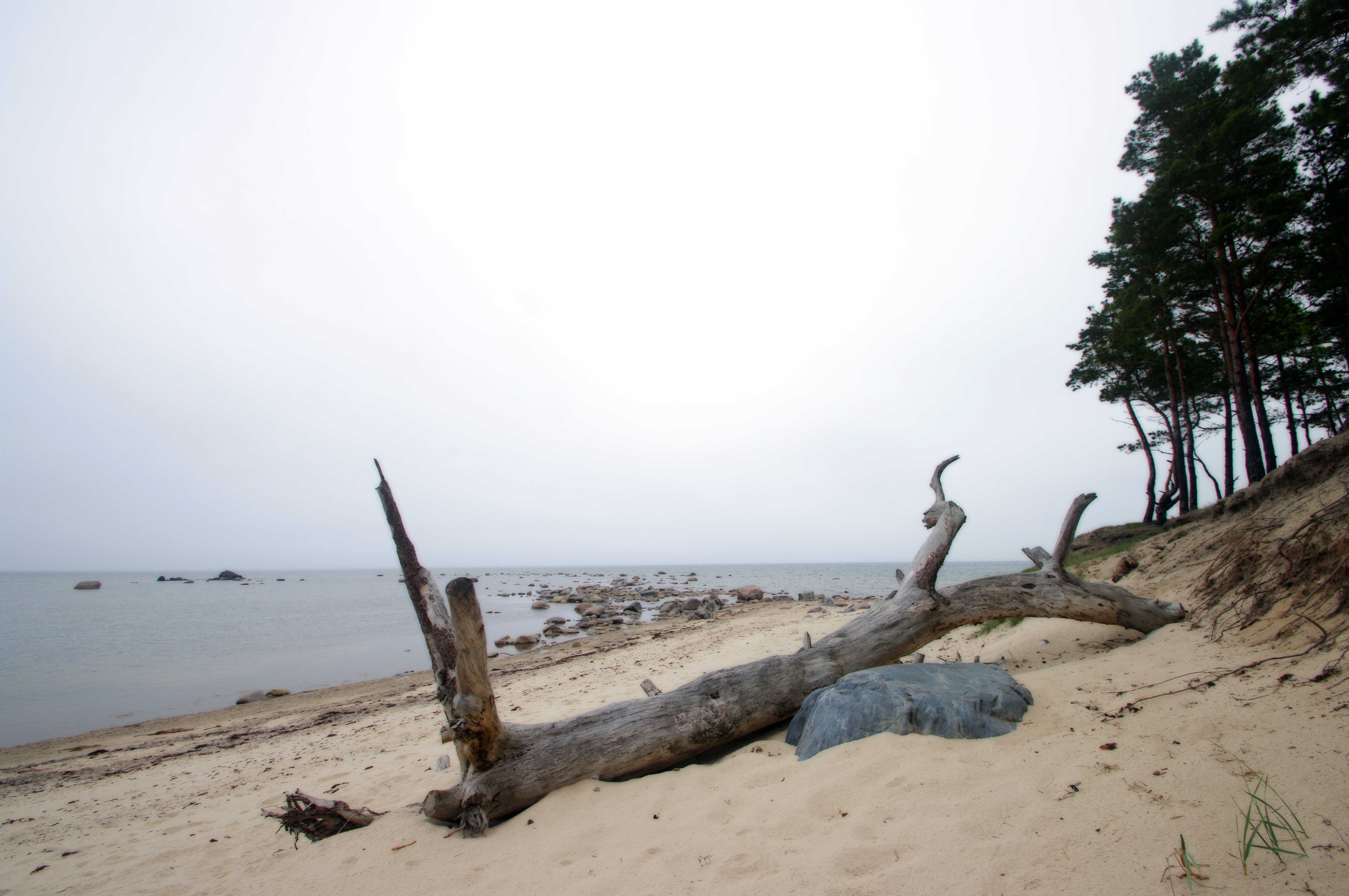
Am Strand

Der Ort hat fünfzehn Einwohner (Stand 31. Dezember 2021). Der Ort mit seinem kleinen Ostsee-Hafen liegt am nordwestlichen Zipfel der Landgemeinde Noarootsi. Nordöstlich des Dorfes erstreckt sich die Landzunge Põõsaspea neem.

## Geschichte
Der Ort wurde erstmals 1540 unter dem Namen Rozlep urkundlich erwähnt. Anfangs war er von Esten besiedelt, später war die Mehrheit der Einwohner schwedischsprachig. Der Ortsname ist heute offiziell zweisprachig estnisch und schwedisch, da das Dorf bis 1944 zum traditionellen Siedlungsgebiet der Estlandschweden gehörte.
Bis 1977 gehörte der Ort verwaltungsmäßig zum südlich gelegenen Dorf Rooslepa. Der heutige Name leitet sich von Hafen ab: diger bedeutet „groß“, hamn „Hafen“.

## Hafen
In den 1970er Jahren wurde in Dirhami eine große Fischereikolchose gegründet. Der Hafen dient heute als Fischerei-, Handels- und Jachthafen. Er ist meist auch im Winter eisfrei. Vom Hafen wird regelmäßig die Insel Osmussaar angelaufen.
In Dirhami befindet sich eine meteorologische und eine hydrologische Messstation.

## Persönlichkeiten
- Andrus Kasemaa (* 1984), Dichter